# Galicien
Galicien ([ɡaˈliːt͡si̯ən], galicisch Galicia [ɡaˈliθjɐ] oder Galiza [ɡaˈliθɐ], spanisch Galicia [gaˈliθja], portugiesisch Galiza [gaˈliza]; offiziell galicisch Comunidade Autónoma de Galicia, spanisch Comunidad Autónoma de Galicia) ist eine Autonome Gemeinschaft im Nordwesten Spaniens. Sie gliedert sich in die vier Provinzen A Coruña, Lugo, Ourense und Pontevedra.
Der Name geht auf die Gallaeker (lateinisch Gallaeci) zurück, eine Gruppe keltisch beeinflusster Völker, die im Altertum in der Region siedelten.

## Geographie

### Lage
Galicien liegt in Nordwest-Spanien und erstreckt sich etwa zwischen 42° N 009° W und 44° N 007° W. Im Norden grenzt Galicien an das Kantabrische Meer, im Westen an den Atlantischen Ozean. Im Süden grenzt es an Portugal und im Osten an die spanischen autonomen Gemeinschaften Kastilien und León und Asturien.

### Landschaften
Prägend für die Region sind die Riasküste und hohe Bergketten, die Galicien vom Rest Spaniens abschotten. Mehr als die Hälfte des Gebietes liegt über 400 Meter. Die höchste Erhebung ist mit 2127 Metern die Peña Trevinca. Der ausgeprägte Küstenverlauf Galiciens mit einer Gesamtlänge von rund 1659 Kilometern, von denen über 800 Kilometer aus Steilküste und rund 300 Kilometer aus Strandabschnitten bestehen, umfasst rund ein Drittel der spanischen Atlantikküste. Charakteristisch für Galiciens Küste sind die Rías, schlauch- und trichterförmige, fjordähnliche Flussmündungen, in die das Meer eingedrungen ist.

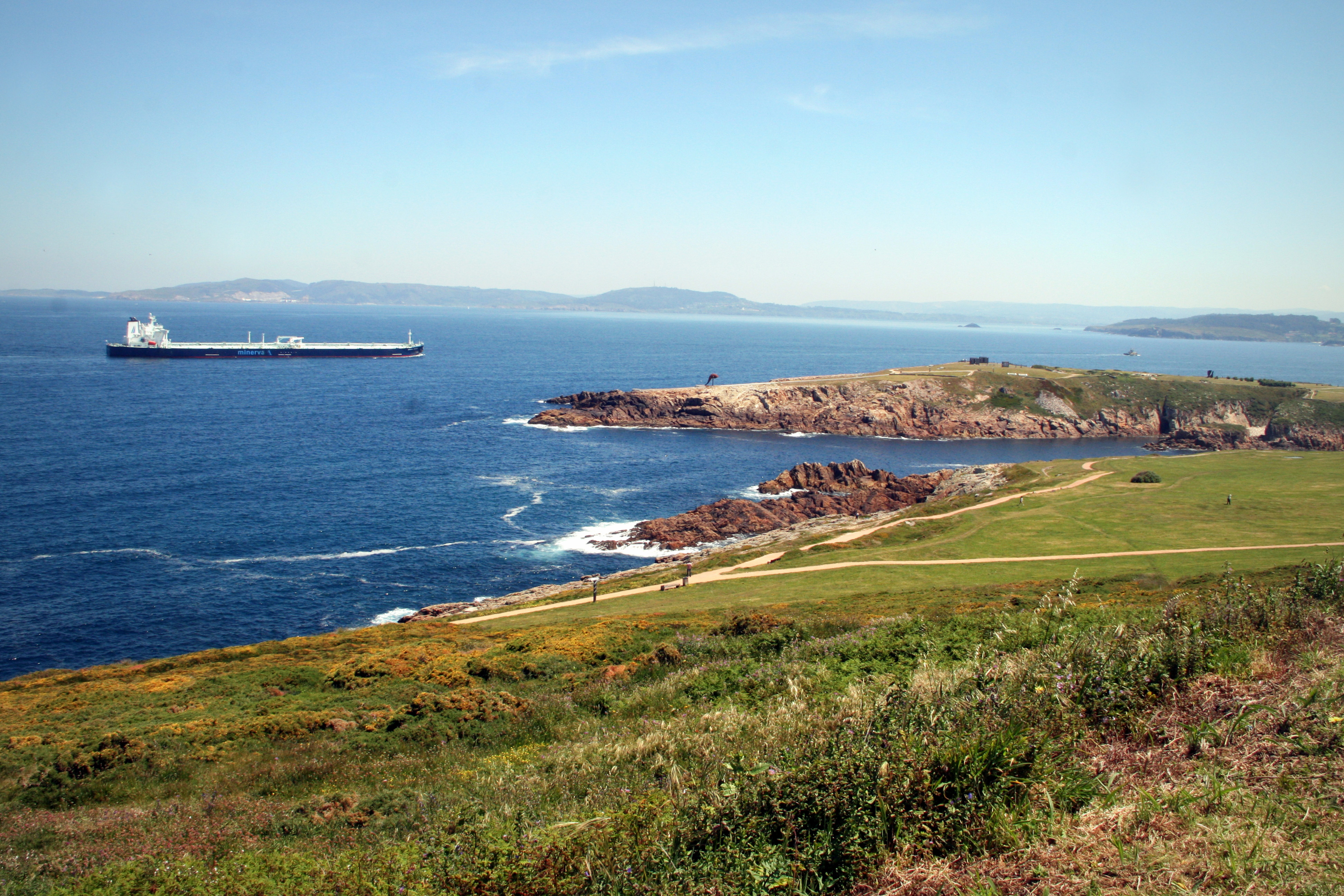
Küstenabschnitt bei A Coruña

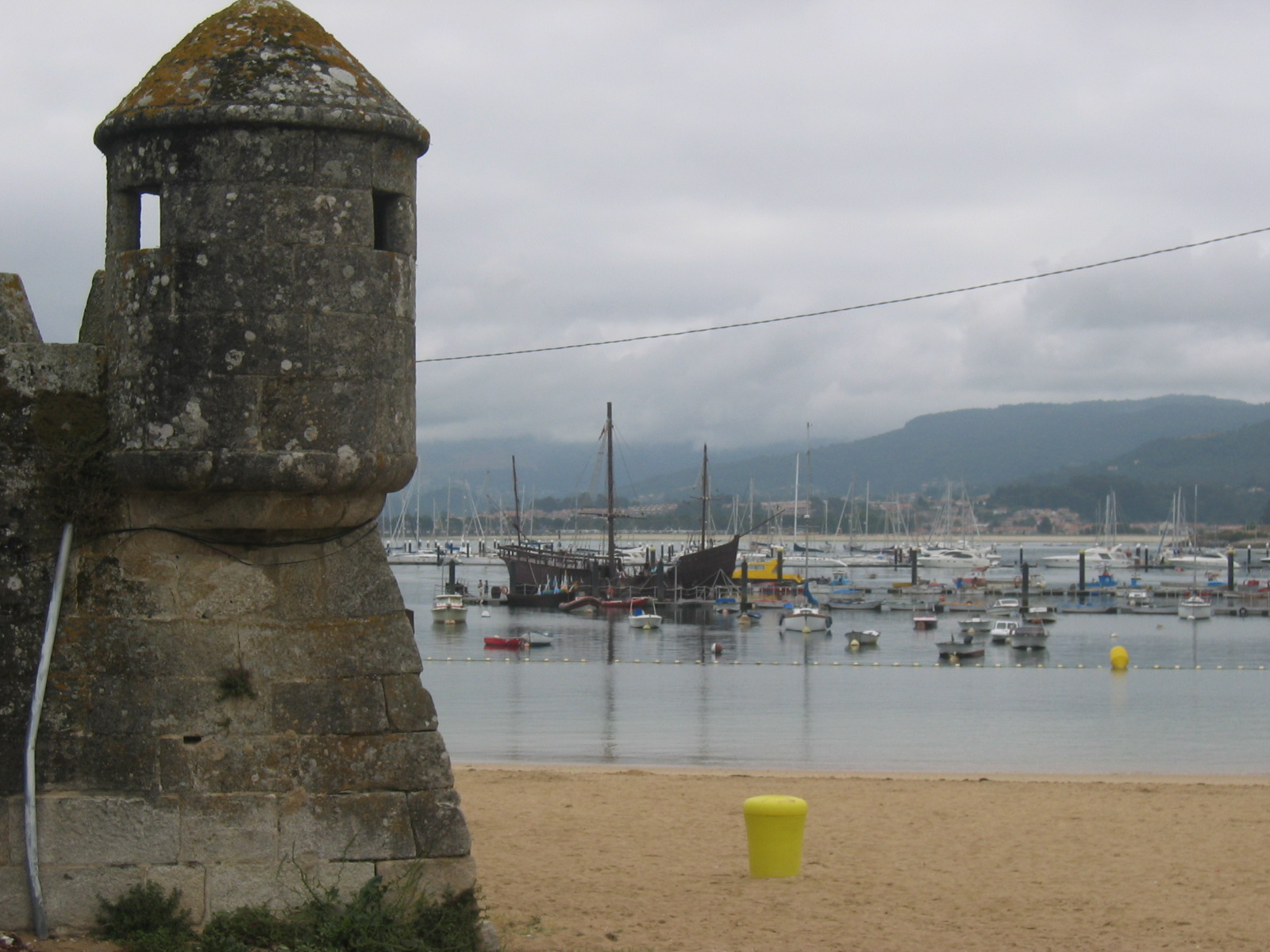
Der Hafen von Baiona mit der Nachbildung der „Pinta“, eines der Schiffe von Christoph Kolumbus

Im Gegensatz zu Fjorden weisen die Rías allerdings nur eine geringe Tiefe auf. Unterschieden werden die Rías Baixas (span. Rías Bajas) und die Rías Altas. Die Rías Altas im Norden reichen von Ribadeo bis A Coruña. Die Rías Baixas reichen vom Kap Finisterre (galic. Cabo Fisterra) bis zur portugiesischen Grenze. Hauptunterscheidungsmerkmal der beiden Küstenabschnitte ist die jeweils sehr spezifische Küstencharakteristik. Während die Rías Baixas sanft ins Meer laufen, ist der Verlauf der Rías Altas wesentlich steiler. So finden sich an den Rías Altas auch die höchsten Kliffs des europäischen Kontinents. Diese liegen an der Serra da Capelada nordöstlich von Ferrol und erreichen eine Höhe von 620 Metern. Die größte Ría ist die zu den Rías Baixas gehörende Ría de Arousa. Diese hat eine Länge von 37 Kilometern und eine Tiefe von maximal 69 Metern. Auffällig sind die zahlreichen Holzflöße, an denen Miesmuscheln gezüchtet werden.
Charakteristisch für Galicien sind überdies die weitläufigen Wälder, die zum Teil aus angepflanzten Eukalyptusbäumen bestehen. Das Waldgebiet in der Autonomen Gemeinschaft entspricht etwa 30 Prozent des Gesamtwaldbestandes in Spanien. Die Flüsse, die direkt Richtung Atlantik fließen, sind naturgemäß recht kurz; der wichtigste Fluss im Inneren Galiciens ist der Rio Miño. Dieser fließt durch Lugo und Ourense, sowohl durch diese Provinzen wie durch ihre namensgebenden Hauptstädte, und hat im Río Sil einen bedeutenden Nebenfluss.
In Galicien liegt das Ziel des sowohl kulturell als auch touristisch bedeutenden Jakobsweges, der Pilger und andere Interessierte zu Fuß, mit dem Rad oder dem Auto bis nach Santiago de Compostela führt.
Bedeutende Städte sind A Coruña, Ferrol, Lugo, Ourense, Pontevedra, Santiago de Compostela und Vigo.

### Klima
Das Klima der Region wird vom Atlantik geprägt und ist ausgesprochen mild, dabei jedoch sehr feucht. Kennzeichnend für Galicien sind milde Winter mit heftigen Niederschlägen und nicht allzu heiße Sommermonate. Die mittlere Sonnenscheindauer liegt bei 1.989,4 Stunden pro Jahr. Die mittleren Temperaturen an der Küste liegen im Jahresdurchschnitt in A Coruña bei 13,8 °C und in Vigo bei 14,7 °C. Im Binnenland erreicht Ourense 14 °C. In den Bergen liegen die Durchschnittstemperaturen deutlich darunter, so etwa bei 9,7 °C im „Alto de Rodicio“ oder 8 °C in „Pedrafita do Cebreiro“. Der Nordwesten Galiciens weist rund 150 Regentage im Jahr auf und ist damit die regenreichste Region Spaniens. Diese Zahl reduziert sich zunehmend in Richtung Südosten. Hier werden rund 100 Regentage und weniger im Jahr registriert. Am regenintensivsten sind in abnehmender Reihenfolge der Winter, der Herbst und der Frühling. Die mittlere Niederschlagsmenge liegt bei 1.404,8 l/m².
Das feuchte Klima, häufige Nebel und Winde sowie die grüne bergige Landschaft, insbesondere im Herbst und im Winter, lassen Assoziationen mit Irland oder der Bretagne aufkommen.
Die meteorologischen Vorhersagen in Galicien stammen von MeteoGalicia.

### Waldbrände
Verglichen mit dem übrigen Spanien wird Galicien jedes Jahr im Sommer von überdurchschnittlich vielen Waldbränden heimgesucht. Im Jahr 2006 erreichten die Brände einen vorläufigen Höhepunkt: Nach amtlichen Angaben verbrannten innerhalb zweier Wochen zu Beginn des Monats August rund 70.000 Hektar Wald und Buschland; gezählt wurden über 1.600 Brandherde. Bei diesen Feuern kamen auch Menschen zu Schaden (vier Tote) und Häuser wurden zerstört; der Rauch der brennenden Wälder führte zu einem erheblichen Smog an der Küste, zeitweise mussten deshalb sogar Straßen gesperrt werden. Der Gesamtschaden wird allein 2006 auf 500 Millionen Euro geschätzt. Die Ursachen für diese Brände – die zunächst verwundern, da Galicien im Vergleich zum übrigen Spanien sehr feucht und regenreich ist – sind vielfältig. Einerseits sind die Wälder Galiciens großteils Monokulturen aus Eukalyptus und Nadelgehölzen, die besonders leicht entflammbar sind. Die Wälder gelten auch als „vernachlässigt“, d. h. nur mangelhaft bewirtschaftet; viel trockenes Unterholz trägt zur Ausbreitung von Feuern bei. Neben natürlichen Bränden durch Blitzschlag oder Selbstentzündung bei Hitze sind jedoch viele Brände auf Brandstiftung zurückzuführen. Diese rühren teilweise von Bodenspekulationen – trotz eines Gesetzes, wonach Brandflächen 30 Jahre nicht bebaut werden dürfen. Auch wurden schon Feuerwehrleute der Brandstiftung überführt, da die meist privaten Feuerwehren Prämien für Einsätze bekommen. Schließlich kommen auch unachtsam weggeworfene Zigarettenkippen und Grillfeuer mitunter als Ursachen in Betracht. Die Vielfalt der Ursachen machen eine wirkungsvolle Bekämpfung bzw. Prävention sehr schwierig. Allerdings haben die sehr starken Feuer 2006 in der Bevölkerung offenbar einen Umdenkprozess eingeleitet. Man besinnt sich zunehmend des ökologischen und ökonomischen Werts der Wälder.
Insbesondere die galicischen Brände haben zur Annahme eines Beschlusses des Europäischen Parlaments am 6. September 2006 geführt,
die von einer fraktionsübergreifenden Gruppe von Parlamentariern eingebracht wurde. Darin wird die EU-Kommission u. a. aufgefordert, für eine nachhaltige Entwicklung der Wälder Europas Sorge zu tragen sowie Maßnahmen zur Prävention von Waldbränden und Überschwemmungen zu entwickeln und besser zu koordinieren.

## Bevölkerung

### Struktur
Die Einwohnerzahl Galiciens liegt bei 2.703.353 Einwohnern (Stand: 2024), von denen 48,2 % Männer und 51,8 % Frauen sind (Stand: 2016). Die deutsche Bezeichnung für die heimische Bevölkerung lautet Galicier (spanisch gallegos, galicisch galegos).

### Sprachen
In Galicien wird neben Spanisch die mit dem Portugiesischen eng verwandte galicische Sprache (Eigenbezeichnung galego, span. gallego) gesprochen. Das Galicische ist seit Beginn der 1980er Jahre Amtssprache in der Region neben dem Spanischen. Im November 2005 wurde Galicisch als „offizielle Sprache“, nicht jedoch als eine der Amtssprachen der Europäischen Union anerkannt.
Eine Umfrage des Statistischen Instituts der Regionalregierung zum Sprachgebrauch stammt aus dem Jahre 2008. Es handelt sich nicht um eine Befragung der gesamten Bevölkerung, sondern um eine Stichproben-Erhebung, die sich an Personen ab fünf Jahren richtete. Zur Frage nach der Muttersprache gaben 47,4 % der Befragten Galicisch, 27,1 % Spanisch und 23,1 % beide Sprachen an. Zur Selbsteinschätzung der Galicisch-Kenntnisse wurden folgende Angaben gemacht:
| Galicisch- Kenntnisse | gut    | genügend | gering | gar nicht |
| --------------------- | ------ | -------- | ------ | --------- |
| Verstehen             | 66,0 % | 28,8 %   | 04,6 % | 00,7 %    |
| Sprechen              | 54,1 % | 35,0 %   | 07,7 % | 03,1 %    |
| Lesen                 | 46,8 % | 36,2 %   | 14,0 % | 03,0 %    |
| Schreiben             | 25,3 % | 32,6 %   | 23,3 % | 18,9 %    |

## Geschichte

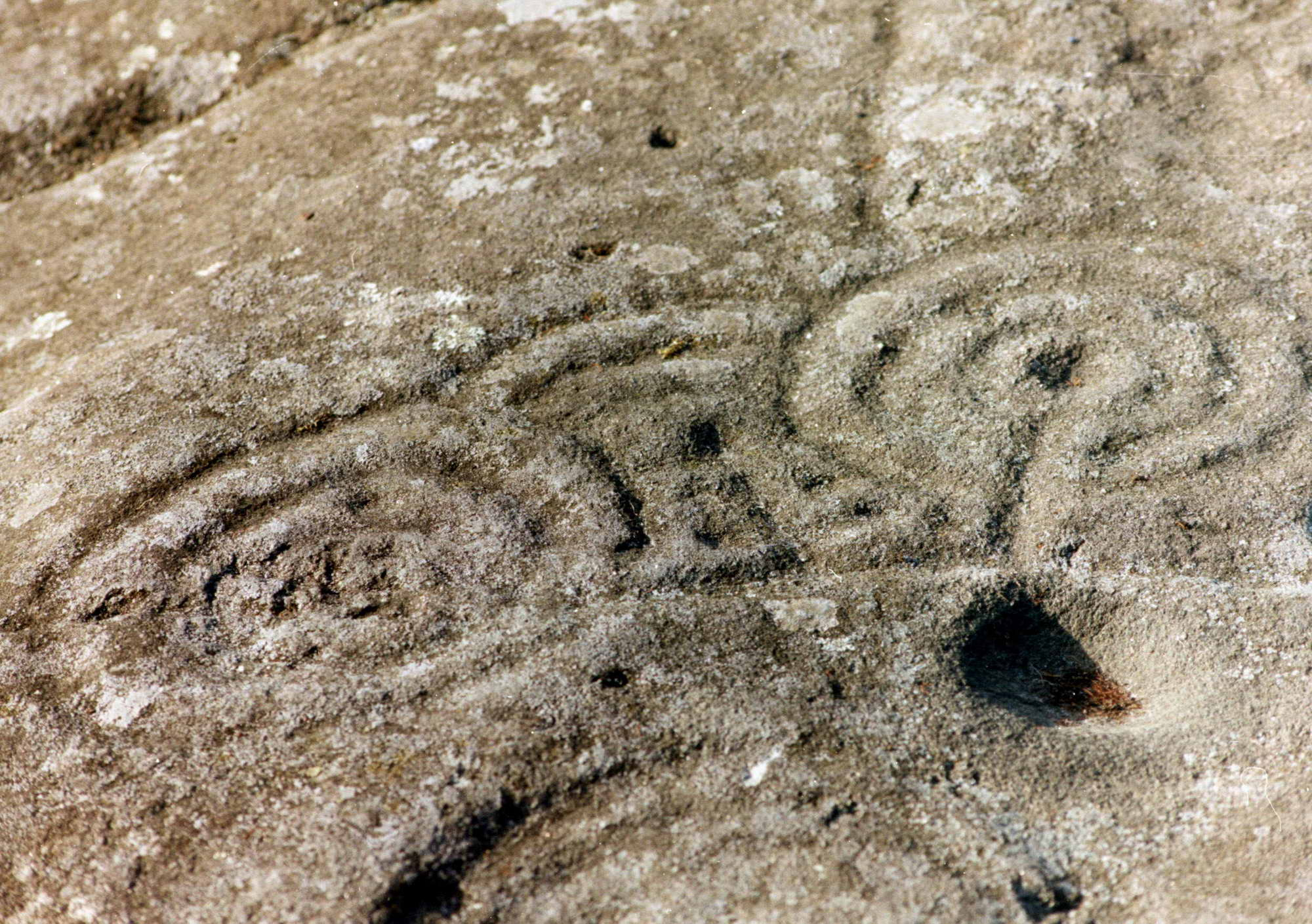
„Labirintos de Mogor“: Cup-and-Ring-Markierung aus Marin, Provinz Pontevedra

In Galicien wurden vereinzelt Spuren gefunden, die in das Spätpaläolithikum, zwischen 25.000 und 16.000 v. Chr. datiert werden. Die ältesten Spuren menschlicher Aktivität wurden in Budiño, Porriño, gefunden und stammen aus der Zeit um 25.000 v. Chr. Ab 8000 v. Chr. sind die Funde von Steinwerkzeugen recht häufig. An der Küste wird seit dem Mesolithikum Fischerei betrieben und es werden Muscheln gesammelt. Die Periode wird auch als asturianische Kultur bezeichnet und ist entlang der Küste von Vigo bis Asturien verbreitet. Es taucht erste Keramik auf. Erste Megalithanlagen werden ab 4000 v. Chr. errichtet. Etwa 5.000 Mámoa genannte Hügel, die meist im Zentrum liegende Dolmen bedecken, sind hier zu finden. Leider fanden in den Grabhügeln durchweg Raubgrabungen statt, die bis heute fortdauern. Bekannt sind die Anlagen der Dolmen von Dombate, Dolmen von Axeitos, Dolmen von Maus de Salas oder Pedra da Arca.
Es gibt Hinweise auf eine entwickelte Metallverarbeitung in der Bronzezeit (ab 1800 v. Chr.). Aus dieser Periode stammen auch diverse in Stein gravierte Figuren (Petroglyphen). Ausgehend von abstrakten Themen (Cup-and-Ring-Markierungen) werden auch Tiere und Menschen dargestellt. Die wichtigsten Fundorte der Figuren liegen in der Provinz Pontevedra (Mogor, Castrove, Campolameiro).

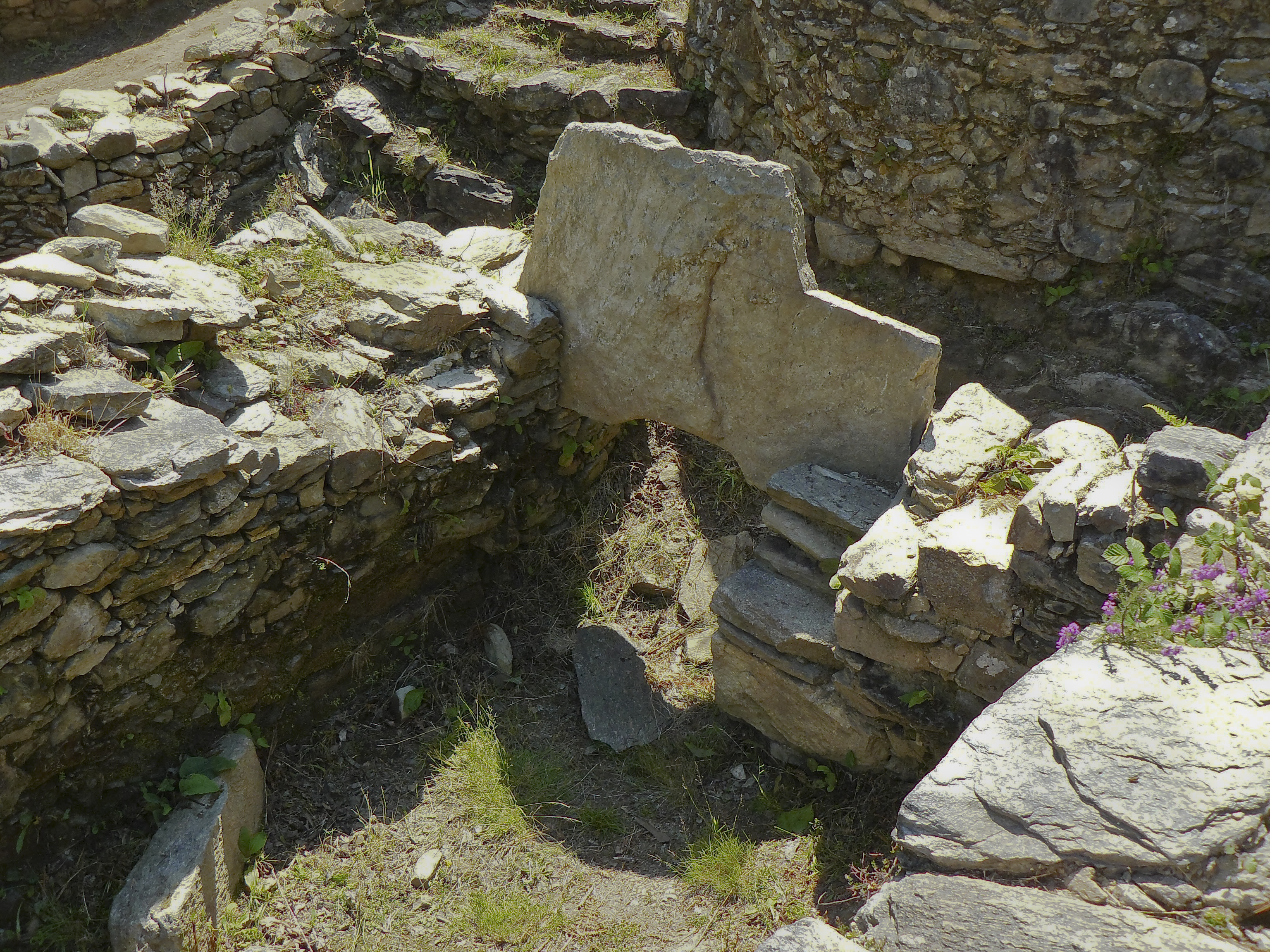
Die Pedra Formosa vom Castro de Borneiro

In der späten Bronzezeit und der Eisenzeit (etwa ab 1000 v. Chr. bis 400 v. Chr.) entstanden befestigte Siedlungen (gal. u span. castros), überwiegend in geschützten Hanglagen oder auf Hügeln. Die Befestigungen und die Grundrisse der meist ovalen Häuser sind teilweise noch sichtbar – gute Beispiele sind:
- Castro de Santa Trega bei A Guarda, Pontevedra
- Castro von Troña bei Ponteareas
- Castro von Castromao bei Celanova
- Castro von Borneiro bei Cabana de Bergantiños
- Castro von San Cibráo de Lás bei Ourense
- Castro von Viladonga bei Santiago de Viladonga

Vermutlich ab dem 7. Jahrhundert v. Chr. fielen die Kelten in verschiedenen Wellen in Galicien ein und vermischten sich mit der einheimischen Bevölkerung. Von den keltischen Gallaekern, lateinisch Gallaeci, die in diesem Gebiet siedelten, leitet sich der Name Galicien ab.
Die Römer führten erstmals 135 v. Chr. Expeditionen nach Galicien durch. Die Konsolidierung der römischen Macht erfolgte durch Julius Caesar im Jahre 60 v. Chr. Galicien wurde zur römischen Provinz Gallaecia.
Gallaecia umfasste – über das heutige Galicien hinaus – Gebiete im westlichen Teil des heutigen Kastilien und im nördlichen Teil Portugals. Die Befriedung Gallaecias erfolgte durch die Kriegszüge unter dem römischen Kaiser Augustus. In der Folge entwickelten die Römer eine umfassende Infrastruktur, insbesondere durch den Bau von Straßen. Die Straßen der Römer blieben neben den Pilgerwegen nach Santiago de Compostela bis ins Mittelalter die einzigen guten Verbindungen nach Galicien.
In der Zeit der Völkerwanderung ließen sich die germanischen Sueben im Jahr 409 in Galicien nieder und gründeten 411 unter König Ermenrich, der bis 438 regierte, das Königreich der Sueben. Während der suebischen Herrschaft gab es aber einheimische Gruppen, nach Hydatius im 5. Jahrhundert die Aunonenses und Auregenses, die nicht der suebischen Oberhoheit unterworfen werden konnten. Im 6. Jahrhundert werden im selben Zusammenhang die Runconen genannt. Dem ersten König Ermenrich folgen die Könige Rechila (438–448) und Rechiar (448–456). Aus der Zeit des Regenten Rechiar und danach sind nur wenige Aufzeichnungen erhalten. Sicher ist, dass das Suebenreich durch den Tod des Königs Miro entscheidend geschwächt wurde. Miro starb 583 auf einem erfolglosen Feldzug gegen den Westgotenkönig Leovigild, dessen aufständischen Sohn Hermenegild er unterstützen wollte. Darauf kam es bei den Sueben zu einem Machtkampf um die Königswürde, den Leovigild dazu nutzte, das Suebenreich zu annektieren. Audeca war der letzte König der Sueben. Er wurde von Leovigild besiegt, der 585 Galicien verwüstete, den Kronschatz raubte und das Land zu einer westgotischen Provinz machte. Die neue Herrschaft führte zu einer schweren wirtschaftlichen und sozialen Krise, von der sich das Land erst zum Ende des 8. Jahrhunderts langsam erholen konnte. Die einheimische Aristokratie scheint aber weiterbestanden zu haben; noch Rekkared II. wird rex Gothorum atque Sueuorum genannt. Erst 652 unter Rekkeswinth wurde eine Verwaltungsreform durchgeführt, die das Territorium besser in das Westgotenreich eingliederte.
Nach der Regierungszeit von Chindaswinth funktionierten nur noch Braga, Lucus und Tude (Tui) als Prägestätten.
Der Nordwesten der Iberischen Halbinsel scheint bis fast zum Ende der westgotischen Herrschaft heidnisch geblieben zu sein. Die kirchliche Organisation scheint erst gegen Ende des 6. Jahrhunderts entstanden zu sein. Die Magnaten bevorzugten Eigenkirchen unter ihrer direkten Kontrolle. Die Christianisierung der Sueben geht auf die Priscillianer, die wenig gegen heidnische Bräuche vorgingen, sowie auf den Heiligen Martin von Braga und Fructuosus von Braga zurück. 561 und 572 fanden in Braga Konzile statt, die heidnische Praktiken verdammten; aber noch am Ende des 7. Jahrhunderts beklagte Valerius von Bierzo deren Existenz.
Die im Jahr 711 beginnende maurische Eroberung der Iberischen Halbinsel hatte auf Galicien nur geringen Einfluss. Das erste Eindringen der Mauren in Galicien wird auf das Jahr 716 datiert. Für eine dauerhafte Ansiedlung der Mauren im galicischen Kerngebiet gibt es keine Hinweise. Lediglich in den Randzonen des Landes wurden wohl einige kleinere Gruppen von Berbern sesshaft. Eine Eingliederung Galiciens in das Herrschaftsgebiet von Al-Andalus erfolgte nicht. Nach der Schlacht bei Pontuvio 760 zogen sich die Mauren aus Galicien endgültig zurück. Aus den folgenden Jahrzehnten sind jedoch immer wieder maurische Raubzüge in galicisches Gebiet bekannt.
Im Jahr 813 wurden in einem Grab in der heutigen Stadt Santiago de Compostela Gebeine gefunden, die dem Apostel Jakobus (spanisch Santiago), einem der zwölf Apostel Jesu, zugeschrieben wurden. Der Fundort wurde etwa um 830 – zur Zeit des Bischofs Theodemir von Iria Flavia – zum Wallfahrtsort. In der Folgezeit pilgerten gläubige Christen aus ganz Europa auf dem Jakobsweg nach Galicien, um das Grab von Jakobus zu besuchen. 1075 wurde der Grundstein für die Kathedrale von Santiago de Compostela gelegt, die im Jahre 1211 geweiht wurde.
Im 10. und 11. Jahrhundert war Galicien jeweils kurzzeitig ein eigenständiges Königreich. Im Jahre 1065 wurde Don García zum König von Galicien ausgerufen. Galicien war ansonsten Teil des Königreiches León. Im 13. Jahrhundert fiel es zusammen mit León an die kastilische Krone.
1833 wurde das Königreich Galicien formell aufgelöst und in vier Provinzen aufgeteilt, die direkt der spanischen Zentralregierung unterstanden. Die politische und kulturelle Fremdbestimmung verschärfte sich während der Carlistenkriege nach 1847.
Die sich unter anderem aus der Abgelegenheit der Region ergebende wirtschaftliche Rückständigkeit Galiciens führte im 19. Jahrhundert zu dem Beginn einer Massenauswanderung. Zwischen 1836 und 1980 wanderten rund 2,5 Millionen Menschen aus. Das beliebteste Ziel war Lateinamerika (u. a. Argentinien, Brasilien, Kuba). Viele Galicier gingen aber auch nach Barcelona, Bilbao oder Madrid. Als Resultat dieser damals beginnenden Auswanderungswelle leben noch gegenwärtig rund 1,4 Millionen Galicier (2003) in der Emigration, wobei mit dem wirtschaftlichen Aufschwung Spaniens etwa seit 1980 eine Rückkehrbewegung eingesetzt hat.
1910 entstand eine sich schnell radikalisierende Bauernbewegung, die Acción Gallega, die sich gegen den Caciquismo, die Dominanz der örtlichen Politbosse und den damit verbundenen Klientelismus richtete. Einer ihrer Anführer war Basilio Álvarez.
Im Spanischen Bürgerkrieg brachten die Kräfte Francos Galicien bereits im Juli 1936 unter ihre Kontrolle. Nach dem Krieg wurde die öffentliche Nutzung der galicischen Sprache durch eine repressive Sprachpolitik stark behindert.
Im Zuge der Demokratisierung Spaniens in den 1970er Jahren wurde Galicien neben Katalonien, Navarra und dem Baskenland als eine der historischen Nationen Spaniens anerkannt und erhielt deshalb 1980/1981 als eine der ersten Regionen Spaniens ein Autonomiestatut. Seitdem ist es eine der Autonomen Gemeinschaften Spaniens.
Die Jahre zwischen 1989 und 2005 waren dabei auf Ebene der Autonomen Gemeinschaft von einer klaren absoluten Mehrheit des konservativen Partido Popular unter dem Regierungschef Manuel Fraga Iribarne geprägt.
Anfang des 21. Jahrhunderts gab es vor der Küste von Galicien mehrere Öltanker-Havarien. In das Blickfeld der internationalen Öffentlichkeit gelangte insbesondere die schwere Havarie des Tankers Prestige im Jahre 2002 (siehe auch Ölpest). Diese war Ausgangspunkt für die umfassende Bürger- und Sozialbewegung „Nie wieder!“ (Nunca Máis).

## Politik

### Regierung
Die Regionalregierung heißt Xunta de Galicia. Sie besteht gemäß dem galicischen Autonomiestatut vom 28. April 1981 aus dem Präsidenten (Ministerpräsident), ggf. einem Vizepräsidenten sowie den Fachministern (Conselleiros). Diese werden jeweils vom Präsidenten ernannt und entlassen.
Bei den Regionalwahlen am 19. Juni 2005 erzielte der Partido Popular, mit dem für eine fünfte Amtszeit kandidierenden Manuel Fraga Iribarne an der Spitze, 44,9 % der Stimmen (37 Sitze) und verpasste damit erstmals seit 1985 die absolute Mehrheit. Die Sozialisten, die 32,5 % (25 Sitze) der Stimmen auf sich vereinigten sowie der BNG mit 19,6 % (13 Sitze) verfügten damit über eine knappe Mehrheit im Regionalparlament. Die Vereinigte Linke (Izquierda Unida) erzielte bei den Wahlen am 19. Juni 2005 0,8 % (0 Sitze) der Stimmen.
Nach der Bildung einer Koalitionsregierung aus PSdeG und BNG wurde Emilio Pérez Touriño vom PSdeG am 29. Juli 2005 vom galicischen Parlament zum Nachfolger von Manuel Fraga Iribarne als Regierungschef gewählt und trat am 2. August 2005 sein Amt an. Zum ersten Mal war der Regierungschef somit nicht von der Partido Popular.
Bei den Wahlen zum Regionalparlament am 1. März 2009 konnte die PP nach vier Jahren in der Opposition wieder die absolute Mehrheit der Mandate erzielen. Als Ergebnis der Regionalwahlen wurde Alberto Núñez Feijóo mit den Stimmen der PP-Abgeordneten zum neuen Regierungschef gewählt. Feijóo wurde nach dem Rücktritt von Pablo Casado Vorsitzender der PP und wurde vom Galicischen Parlament als Senator zum Senado entstand. Als Nachfolger wurde Alfonso Rueda, welcher nach der Regionalwahl am 18. Februar 2024 erneut die absolute Mehrheit der Sitze gewinnen konnte, auch wenn mit Verlust von 2 Sitzen.

### Präsidenten Galiciens
- Antonio Rosón (1977 – 1979)
- José Quiroga Suárez (1979 –1982, ab 1981 unter dem Autonomiestatut)
- Xerardo Fernández Albor (1982–1987)
- Fernando González Laxe (1987–1990)
- Manuel Fraga Iribarne (1990 – 2005)
- Emilio Pérez Touriño (2005 – 2009)
- Alberto Núñez Feijóo (2009 – 2022)
- Alfonso Rueda (seit Mai 2022)

### Parlament

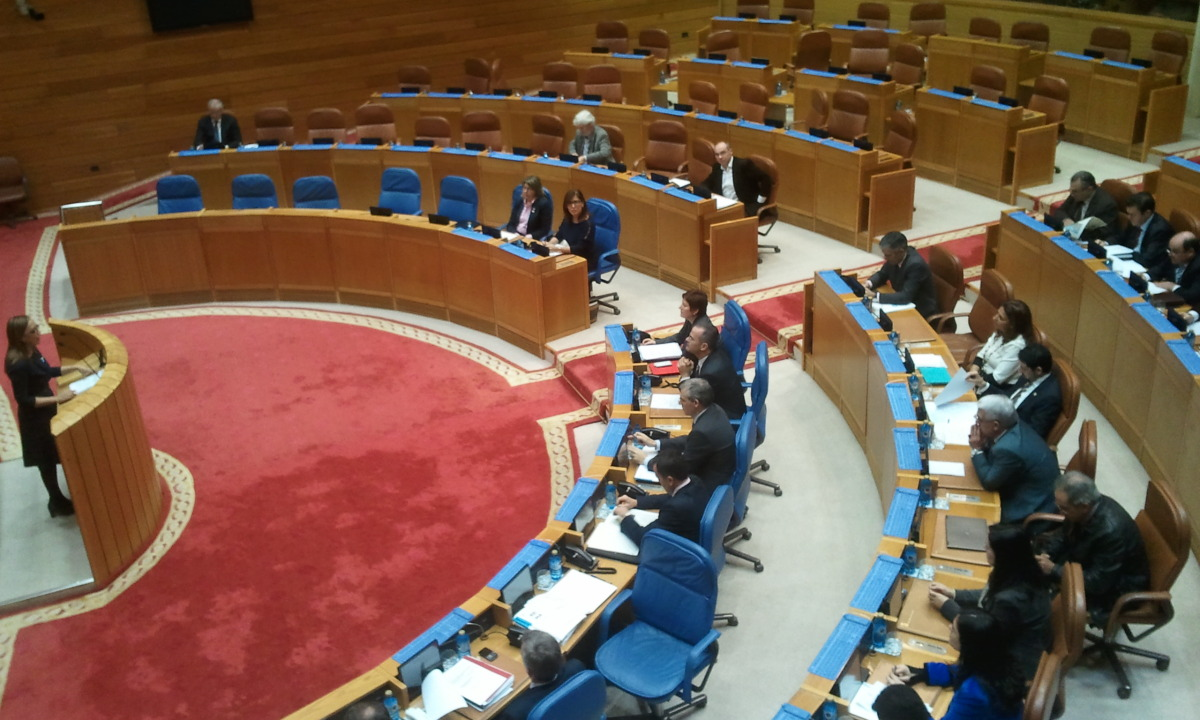
Plenarsaal des galizischen Regionalparlaments

Galicien hat den Status einer Autonomen Gemeinschaft innerhalb des Königreichs Spanien und verfügt über ein eigenes regionales Parlament.
Die politische Landschaft Galiciens wird durch die regionalen Ableger der großen spanischen Volksparteien Partido Popular (hier: Partido Popular de Galicia – PPG) und Partido Socialista Obrero Español (hier: Partido Socialista de Galicia – PSdeG) sowie der linksnationalistischen Regionalpartei Bloque Nacionalista Galego (BNG) bestimmt. Die DO (Democracia Ourensana) ist eine in der Provinz Ourense aktive Regionalpartei. Sie zog 2024 mit einem Abgeordneten neu ins Regionalparlament ein.
Der aktuelle Stand nach den Wahlen vom 18. Februar 2024 ist folgender:
| Parlamento de Galicia (Wahl vom 18. Februar 2024)                                              |            |         |            |                      |  |
| Partei                                                                                         | PP (PPdeG) | BNG     | PSdeG-PSOE | Democracia Ourensana |  |
| Stimmen                                                                                        | 47,51 %    | 31,42 % | 14,11 %    | 1,03 %               |  |
| Sitze                                                                                          | 40 (–2)    | 25 (+6) | 9 (–5)     | 1 (+1)               |  |
| Junta de Galicia/Xunta de Galicia: PP                                                          |            |         |            |                      |  |
| Presidente de la Junta de Galicia/Presidente de la Xunta de Galicia: Alberto Núñez Feijóo (PP) |            |         |            |                      |  |

Die galicische Gliederung des PSOE führt die Bezeichnung Partido Socialista de Galicia-PSOE (PSdeG-PSOE).

## Provinzen
Galicien ist in vier Provinzen mit insgesamt 313 Gemeinden (municipios) unterteilt:
| Flagge                        | Provinz         | Hauptstadt      | Cod INE         | Anzahl Comarcas | Anzahl Gerichts- bezirke | Anzahl Gemeinden | Anzahl Parroquias | Einwohner (2024) | Fläche (km²) | Dichte (Einw./km²) |
| ----------------------------- | --------------- | --------------- | --------------- | --------------- | ------------------------ | ---------------- | ----------------- | ---------------- | ------------ | ------------------ |
| Flagge der Provinz A Coruña   | A Coruña        | A Coruña        | 15000           | 18              | 14                       | 93               | 933               | 1,128,320        | 7.953,95     | 142                |
| Flagge der Provinz Lugo       | Lugo            | Lugo            | 27000           | 13              | 9                        | 67               | 1.264             | 324,842          | 9.858,23     | 33                 |
| Flagge der Provinz Ourense    | Ourense         | Ourense         | 32000           | 12              | 9                        | 92               | 916               | 304,592          | 7.274,76     | 42                 |
| Flagge der Provinz Pontevedra | Pontevedra      | Pontevedra      | 36000           | 10              | 13                       | 61               | 666               | 945,599          | 4.496,95     | 210                |
| Gesamt Galicien               | Gesamt Galicien | Gesamt Galicien | Gesamt Galicien | 53              | 45                       | 313              | 3.779             | 2,703,353        | 29.583,89    | 91                 |

|  |  |  |

Bemerkenswert ist, dass Galicien mit einem Anteil von lediglich 5,8 % an der Gesamtfläche Spaniens über die Hälfte der Ortschaften Spaniens umfasst. Im Jahre 1996 waren es 20.947, von denen einige jedoch nur ein einziges Haus zählten.

## Wirtschaft und Infrastruktur
Das Bruttoinlandsprodukt (BIP) zu Marktpreisen lag 2015 bei 89,3 Mrd. Euro (32,7 Mrd. im Jahr 2000).
Das Pro-Kopf-BIP lag bei 20.500 Euro und damit auf einem Niveau, das sich auf 88,4 % des spanischen Pro-Kopf-BIP im Jahr 2015 (23.200 Euro) belief. Im Vergleich mit dem BIP der EU ausgedrückt in Kaufkraftstandards erreicht Galicien einen Index von 79 (EU-28:100) (2015).
Die Wirtschaftsstruktur des Landes wird von klein- und mittelständischen Unternehmen (KMU) dominiert. Insgesamt gab es im Jahr 2003 174.083 Unternehmen in Galicien, von denen 173.935 (99,9 %) den klein- und mittelständischen Unternehmen (zwischen 0 und 249 Beschäftigte) zuzurechnen waren. Rund 94,9 % der Unternehmen in Galicien gehörten zu der Gruppe der Kleinstunternehmen (0 bis 9 Beschäftigte). Die Anzahl von Großunternehmen in Galicien ist im Vergleich mit dem spanischen Gesamtstaat unterentwickelt. Bei den in Galicien beheimateten Großunternehmen ist insbesondere Inditex S.A. (Industrias de Diseño Textil Sociedad Anónima) hervorzuheben. Inditex ist eines der größten Textilunternehmen der Welt mit Sitz in Arteixo, einem Vorort von A Coruña, Spanien. Zu Inditex gehört unter anderem das Unternehmen Zara. Weitere große Unternehmen sind das Kreditinstitut Banco Pastor aus A Coruña und das in der Lebensmittelbranche tätige Unternehmen Pescanova Alimentación, S.A aus Redondela.
Von besonderer Bedeutung in Galicien sind die Landwirtschaft und der Fischfang. Dabei überwiegt die Bedeutung der Landwirtschaft im Osten des Landes und die Industrie sowie die Großhäfen im Westen.
Die Beschäftigung der galicischen Wirtschaft verteilte sich 2003 prozentual wie folgt auf die wirtschaftlichen Sektoren:
- Agrarsektor 12,8 % (Spanien gesamt: 5,6 %)
- Industriesektor 20,3 % (18,2 %)
- Bau-/Konstruktionssektor 12,1 % (11,8 %)
- Dienstleistungssektor 54,8 % (64,3 %)

Die durchschnittliche jährliche Arbeitslosenquote betrug im Jahr 2017 15,7 %. Die Jugend, d. h. der Bevölkerungsteil mit dem besten Ausbildungsniveau, verzeichnet die höchste Arbeitslosenquote. Die Verfügbarkeit von Personal ist offensichtlich und wird von der Einwanderung junger Nachkommen der Galicier aus Lateinamerika und Europa verstärkt.
Mit einem Wert von 0,880 erreicht Galicien Platz 9 unter den 17 autonomen Gemeinschaften Spaniens im Index der menschlichen Entwicklung.

## Kultur

### Sehenswürdigkeiten

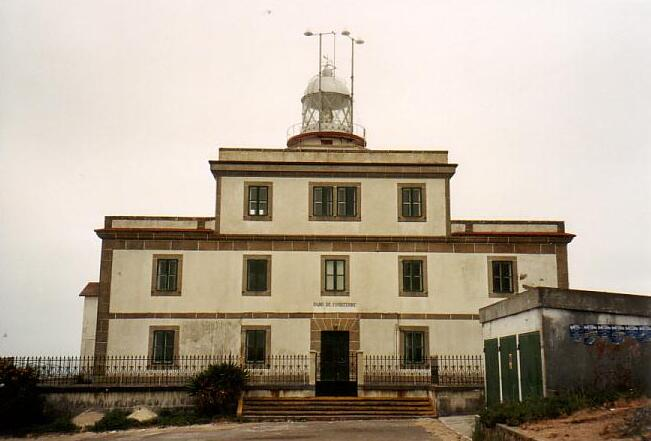
Leuchtturm am Cabo Fisterra

- Kathedrale von Santiago de Compostela
- Basilika von Santa Maria in Pontevedra
- Herkulesturm in A Coruña
- Kathedrale von Ourense
- Die römische Stadtmauer von Lugo
- Naturschutzgebiet auf den Cies-Inseln (Islas Cíes) bei Vigo
- Kathedrale von Tui
- Kloster Oseira
- Cabo Fisterra (span. Cabo Finisterre) – „Das Ende der Welt“ in Galicien
- Cruceiro de Hío
- Die typischen traditionellen Maisspeicher, genannt Hórreos
- Jakobsweg (Camino de Santiago)
- Die Mámoa von Chan da Arquiña ist ein Dolmen nördlich von Moaña.

### Musik

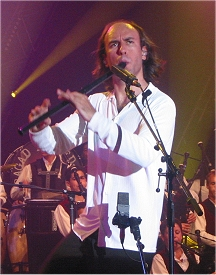
Carlos Núñez

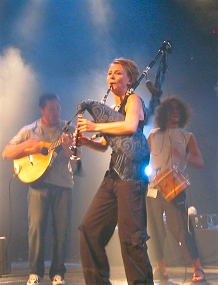
Susana Seivane

Traditionelle galicische Musik wird geprägt vom Einsatz von Dudelsack (galicisch Gaita), Drehleier und Harfe. Außerdem spielen Perkussionsinstrumente wie Tamboril (Kleine Trommel) oder Pandereta (Pandeiro) eine wichtige Rolle. Die traditionelle Volksmusik ähnelt Musiken, die in Spanien oder Portugal gespielt werden. Heutzutage wird oft eine keltische Musik im Rahmen der Erkennung einer keltischen Identität gespielt. Es handelt sich vor allem um Entlehnungen aus der irischen, der schottischen oder bretonischen Musik.
Eine frühe literarische Erwähnung der Nutzung der Gaita in Galicien findet sich in der Punica, einer epischen Dichtung von Silius Italicus über den Zweiten Punischen Krieg. Dort heißt es:
„Fibrarum et pennae divinarumque sagacem

flammarum misit dives Callaecia pubem,

barbara nunc patriis ululantem carmina linguis,

nunc pedis alterno percussa verbere terra,

ad numerum resonas gaudentem plauder caetras.“ (Buch III.344-7)
Die Caetras und Gaethas, die Silius Italicus hier erwähnt, sind Sackpfeifen aus Callaecia.
Als erster namentlich überlieferter gaiteiro (deutsch Dudelsackspieler) Galiciens gilt Johan Gonçalves, der 1374 in Monfero lebte.
Wichtige Vertreter der traditionellen galicischen Musik, die teilweise auch international Beachtung gefunden haben, sind etwa die Gruppen Milladoiro oder Fuxan os Ventos. Insbesondere Milladoiro wurde bereits vor Jahren international auf dem Gebiet keltischer Folkmusik bekannt.
Musiker, die zwar fest in der traditionellen galicischen Musik verwurzelt sind, aber auch neue Wege suchen sind u. a. Berrogüetto, Carlos Núñez, Luar na Lubre, Mercedes Péon, Pancho Alvarez, Susana Seivane, Ialma, Cristina Pato und Xosé Manuel Budiño. Auch diese Musiker konnten in der internationalen Folkszene einige Bekanntheit erlangen.

### Feste
In Galicien werden jedes Jahr über viertausend Ortsfeste gefeiert, zu denen noch unzählige Wallfahrten, gastronomische Feiern und andere Traditionen, wie der Karneval, kommen.

#### Religiöse Feste
- 16. Juli: Fiesta del Carmen. Tag der Jungfrau Maria del Carmen, gilt als Schutzpatronin der Fischer und wird an allen Häfen unter anderem mit einer Schiffsprozession gefeiert.
- 25. Juli: Namenstag des Heiligen Jakobus in Santiago de Compostela. Gleichzeitig ist dieser Tag galicischer Nationalfeiertag (Día da Patria Galega).
- 31. August: San Ramón de Bealo. Ein sehr traditionelles und besuchtes Volksfest an dem Wallfahrtsort San Ramón de Bealo.
- Zweite Septemberwoche: Festas da Virxe de Guadalupe de Rianxo. Eines der berühmtesten und ältesten Feste Galiciens (seit 1773).

#### Historische Feste
Einige jährlich begangene Feste mit historischen Hintergrund sind:
- 28. März: Festa da Reconquista in Vigo – Feier der „Rückeroberung“ der Stadt nach dem Einfall der napoleonischen Truppen.
- 1. Sonntag im August: Festa Viquinga (deutsch Wikingerfest) in Catoira, Pontevedra – Das Fest fußt auf einer historischen Begebenheit. Bei dem Fest überfallen als Wikinger verkleidete Einheimische von ihren Drachenbooten aus die friedliebenden Bewohner des Ortes Catoira. Nach Beendigung der nachgestellten Schlacht werden große Mengen an Wein, Muscheln und Tintenfischen verzehrt. Das Wikingerfest von Catoira ist mittlerweile als Fest „von nationalem historischen Interesse“ eingestuft worden. Das Fest wird musikalisch von traditionellen Dudelsackgruppen begleitet.

### Gastronomie
In den Küstenregionen spiegelt sich die Nähe zum Atlantischen Ozean wider. Zu den Spezialitäten der galicischen Küche gehören hier diverse Krusten- und Schalenweichtiere. Zu diesen zählen u. a. die Entenmuschel Pollicipes pollicipes (galicisch percebes), Austern (ostras), Langusten (lagostas) und Jakobsmuscheln (vieiras). Auch diverse Fischsorten stehen hier regelmäßig auf dem Speiseplan. Dazu gehören etwa der Seehecht (merluza) oder der gesalzene Stockfisch (bacallau). Typisch für Galicien sind zudem deftige Eintöpfe (z. B. caldo galego), der Polbo á feira (Krake nach galicischer Art) oder die empanada. Dieses überwiegend aus Teig und einer würzigen Füllung bestehende Gericht ist eine der beliebtesten Speisen der traditionellen galicischen Küche und wurde bereits im Jahr 1188 im Glorienportal der Kathedrale zu Santiago de Compostela dargestellt.
Derzeit gibt es fünf Herkunftsbezeichnungen (Denominacións de Orixe) für Weine aus Galicien. Dies sind Ribeiro, Valdeorras, Rías Baixas, Ribeira Sacra, und Monterrei.

### Sport
In der Saison 2024/25 ist mit dem Real Club Celta de Vigo ein galicischer Fußballverein in der Primera División vertreten. Der Real Club Deportivo de La Coruña und der Racing de Ferrol treten in der zweitklassigen Segunda División an. Bedeutsam ist außerdem SD Compostela, ein Verein der in den 1990er Jahren ebenfalls in der Primera División spielte und sich aktuell in der viertklassigen Segunda Federación befindet.